# Courant aérien
Pour les articles homonymes, voir Courant.
Les courants aériens, en météorologie, sont des mouvements atmosphériques horizontaux ou verticaux localisés, principalement dus à des différences de pression ou de température concentrées ou à des contraintes physiques du relief. À petite et moyenne échelle, les courants aériens peuvent être produits dans les trois dimensions, alors qu'à l'échelle synoptique ces courants sont généralement horizontaux (courants-jets). Il est à noter que l'existence de courants aériens ne se limite pas à la troposphère mais se retrouvent dans la stratosphère et la mésosphère.

## Courants horizontaux

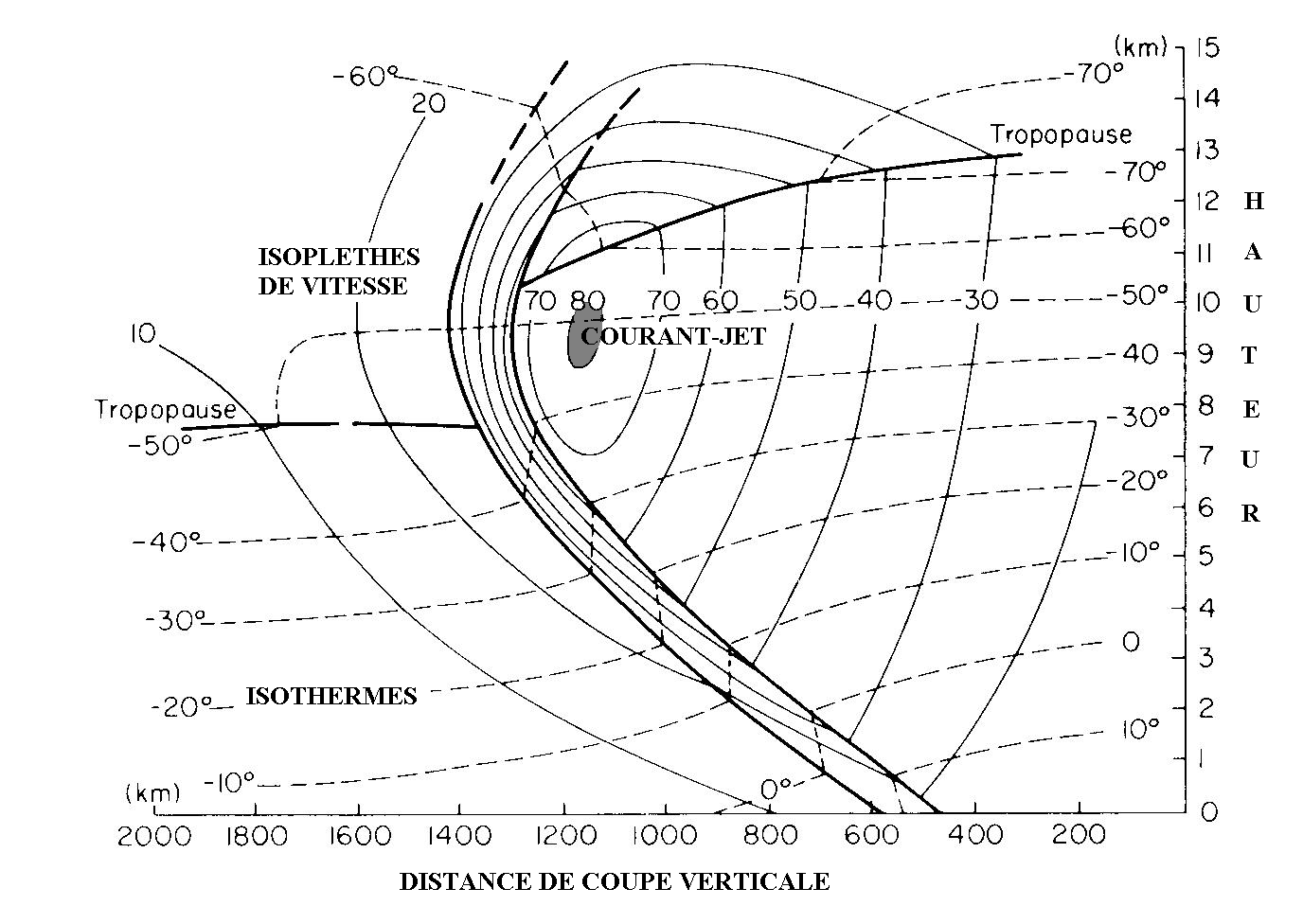
Coupe verticale à travers un courant-jet

Un écart dans la pression atmosphérique provoque un déplacement d'air et génère le vent. La force de Coriolis dévie ce mouvement de l'air, vers la droite dans l'hémisphère nord et la gauche dans celui du sud, ce qui rend les vents parallèles aux isobares sur une carte de pression en altitude. C'est ce qu'on appelle le vent géostrophique. 
Les différences de pression dépendent, quant à elles, de la température moyenne dans la colonne d'air. Comme le Soleil ne réchauffe pas la Terre de façon uniforme, il y a une différence de température entre les pôles et l'équateur, ce qui crée des masses d'air ayant des températures plus ou moins homogènes selon la latitude. Les différences de pression atmosphérique sont aussi à l'origine de la circulation atmosphérique générale alors que les masses d'air sont séparées par des rubans où la température change rapidement. Ce sont les fronts. Le long de ces zones, des vents plus importants se forment en altitude. Il s'agit des courants-jets qui peuvent atteindre une vitesse de plusieurs centaines de kilomètres à l'heure, et qui peuvent s'étendre sur des milliers de kilomètres de longueur, mais qui peuvent  n'avoir que quelques dizaines ou centaines de kilomètres de largeur.
En surface, le frottement due au relief et aux autres obstacles (édifices, arbres, etc.) peut contribuer à un ralentissement et/ou à une déviation du vent. On obtient ainsi un vent plus turbulent dans la couche limite atmosphérique. Ce vent pourra être canalisé par des rétrécissements, comme des vallées. Ce vent pourra aussi être soulevé le long des pentes des montagnes pour donner des courants aériens locaux.

## Courants verticaux
Les courants verticaux sont causés par deux phénomènes : le soulèvement par mouvement vertical mécanique de la masse d'air, ou les mouvements de convection donnant des courants ascendants et subsidents (voir aussi Ascendance (météorologie) et subsidence (météorologie)). 

### Forçage mécanique

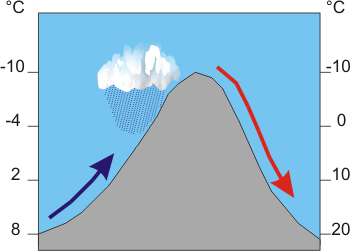
Soulèvement mécanique

Dans une masse d'air en déplacement, des mouvements verticaux se produisent lorsqu'il y a convergence entre un niveau et divergence avec un autre. Par exemple, lorsque nous sommes près du courant-jet, les vents augmentent lorsque son cœur s'approche d'une région et diminuent lorsqu'il s'en éloigne, ce qui fait qu'on aura des zones où l'air s'accumule et doit descendre, alors que pour d'autres zones, il y a une perte et un appel d'air, fait des couches plus basses. Ces courants ascendants ou descendants seront relativement diffus.
D'autre part, les obstacles tels que les montagnes forcent l'air à monter ou à descendre, parfois très rapidement. Comme les obstacles sont très localisés, ces courants vont affecter des zones très limitées, et vont donc former des corridors,. L'atmosphère est remplie de zones de mouvements mécaniques, que l'on peut retracer aux équations primitives atmosphériques, qui expliquent les courants verticaux.

### D'origine thermique

Ascension d'un planeur dans une thermique sous un cumulus

L'air qui s'élève voit sa pression diminuer, et par conséquent sa température. Si le mouvement ascensionnel est assez rapide, on peut considérer que le volume d'air qui s'élève n'échange pas de chaleur avec l'air environnant. Autrement dit, il subit une transformation adiabatique. Dans ces conditions, et selon la loi de compression et détente adiabatique, sa température décroît. Le taux de décroissance varie selon que le volume d'air soulevé est saturé en vapeur d'eau (~0,6°/100 m) ou pas (~0,98°/100 m, selon l'altitude). 
Ainsi une parcelle d'air soulevée subira une poussée d'Archimède si elle devient d'une densité différente de celle de l'environnement à son nouveau niveau. Cela se traduit de deux façons :
- si le gradient de température vertical de la masse d'air ambiante (variation de température par unité de déplacement vertical) est inférieur à celui de la parcelle, tout volume d'air qui commence à s'élever, se retrouve dans une masse d'air plus chaude que lui et donc moins dense. Le volume d'air va ainsi redescendre à son point initial et la masse d'air est globalement stable. Aucune ascendance thermique ne peut se former en son sein ;
- si au contraire le gradient de température de l'air ambiant est supérieur à celui de la parcelle, tout volume d'air qui commence à s'élever se retrouve, malgré sa baisse de température, dans une masse d'air plus froide (donc plus dense) que lui. Il subit donc une poussée vers le haut et continue son ascension jusqu'à ce qu'il atteigne un niveau où l'environnement est plus froid. On a donc une masse d'air instable dans ce cas.

La moindre turbulence ou réchauffement dans une masse d'air instable génère une ascendance thermique.  Ceci peut se produire par un réchauffement diurne au sol ou en tout temps en altitude. On peut même y arriver par un soulèvement mécanique de la masse d'air, en autant que l'air soulevé devienne instable par rapport à l'environnement. Ce courant ascendant, dû à l'instabilité thermique, est responsable des nuages convectifs comme les cumulus de beau temps et les cumulonimbus d'orages. En absence d'humidité, ces courants ascendants ne sont pas visibles mais se produisent quand même et donnent lieu aux thermiques et à la turbulence diurne.
D'un autre côté, dans les orages, l'air sec et plus frais venant des niveaux moyens peut s'engouffrer dans le nuage et être plus froid que l'air de ce dernier. Il se met donc à descendre et donne un courant descendant qui peut mener à des rafales descendantes causant des dommages.

## Importance
L'étude des courants aériens est le domaine de la météorologie. Il est important de les repérer et de les prévoir dans tous les domaines qui sont sensibles au vent. En particulier pour :
- les planeurs, et la pratique du vol à voile ;
- l'aviation de plaisance et commerciale ;
- la navigation.